# Damian Kyaruzi
Damian Kyaruzi (ur. 22 kwietnia 1940 w Butainamwa) – tanzański duchowny rzymskokatolicki, biskup Sumbawanga w latach 1997-2018.